# Bolitophila hybrida
Bolitophila hybrida är en tvåvingeart som först beskrevs av Johann Wilhelm Meigen 1804.  Bolitophila hybrida ingår i släktet Bolitophila och familjen smalbensmyggor. Arten är reproducerande i Sverige. Inga underarter finns listade i Catalogue of Life.